# NN-85
La carretera NN‑85 es una vía colectora secundaria ubicada en el departamento de Matagalpa, que conecta comunidades rurales con el municipio de La Dalia. Es parte de la red de accesos productivos y rurales promovidos por el MTI en zonas de montaña.

## Trazado y cruces
| km   | Localidad / Punto   | Departamento | Conexión / Ruta |
| ---- | ------------------- | ------------ | --------------- |
| 0,0  | Santa Rosa          | Matagalpa    | Camino rural    |
| 5,3  | Comunidad El Carmen | Matagalpa    |                 |
| 10,5 | La Dalia            | Matagalpa    | NN 84 , NIC 3   |

## Coordenadas
Uno de los tramos de la NN‑85 puede ser encontrado en las coordenadas: 13°08′45″N 85°39′18″O / 13.1457, -85.6551